# Hypothèse du champ magnétique
L'hypothèse du champ magnétique propose une explication rationnelle aux phénomènes d'objets volants non identifiés (ovnis) mais aussi à toute forme de vision mystique ou d'hallucination collective.

## L'instabilité du lobe temporal
Lors d'une crise d'épilepsie temporale, les neurones de la zone temporale sont terriblement instables, ce qui se traduit par un relevé d'électro-encéphalogrammes particulièrement haché (pics très hauts et très rapprochés). Le patient va alors décrire, lors de ces crises, des hallucinations visuelles et auditives particulièrement réalistes. Les perceptions sont vécues avec un réalisme saisissant, au point que l'on parle de « rêve-éveillé ». Les patients décrivent un sentiment d'étrangeté, d'anxiété ou de peur panique et dans certains cas des sensations bizarres voire érotiques. Plus l'instabilité temporale est grande, plus les patients décrivent des expériences mystiques de type « voyage hors du corps ». Un professeur de l'université d'Anvers a même montré qu'en effectuant une stimulation électrique d'une zone particulière du cerveau humain, le patient décrit alors une impression bizarre d'« être en dehors de son propre corps »[réf. nécessaire]
Michael Persinger, neurologue et professeur à l'université Laurentienne de Sudbury, a étudié en laboratoire les effets du champ électromagnétique sur le cerveau humain en vue de guérir l'épilepsie temporale.
Le cas d'ovni le plus célèbre où l'on a décelé une épilepsie temporale est le cas Bidule,,.

Selon les Cahiers Zététiques : 

« Il est incompréhensible qu'une association ufologique se prétendant sérieuse ait pu trouver quoi que ce soit d'étrange dans ce cas. La sous-estimation de l'état psychiatrique voire son refus de le prendre en compte,(...), conduit à des aberrations totales du type du cas "Bidule", où l'aveuglement de l'enquêteur le conduit à écarter des explications prosaïques au profit d'hypothèses pour le moins farfelues »

.

## Une explication rationnelle aux observations d'ovnis
Michael Persinger a remarqué que l'instabilité temporale responsable de l'épilepsie du même nom est très répandue dans la population mais sous une forme atténuée. Et l'idée a germé chez lui que ce qui peut guérir cette épilepsie, le champ magnétique, peut également le provoquer chez des personnes l'ayant déjà sous une forme atténuée.
Il a constaté que les tremblements de terre suivent de peu l'observation de phénomènes anormaux de type ovni, et qu'ils ont également des schémas de vagues successives tout comme les observations d'ovnis.
Selon lui, les phénomènes telluriques seraient à l'origine de la formation de gaz ionisés de manière locale, expliquant ainsi certains phénomènes lumineux inexpliqués.

## Sainte Thérèse et les soucoupes
De nombreux cas d'extase mystique auraient également, selon cette explication, la même origine que les cas d'ovnis avec délire imaginatif.